# Xantoprotein-reakció

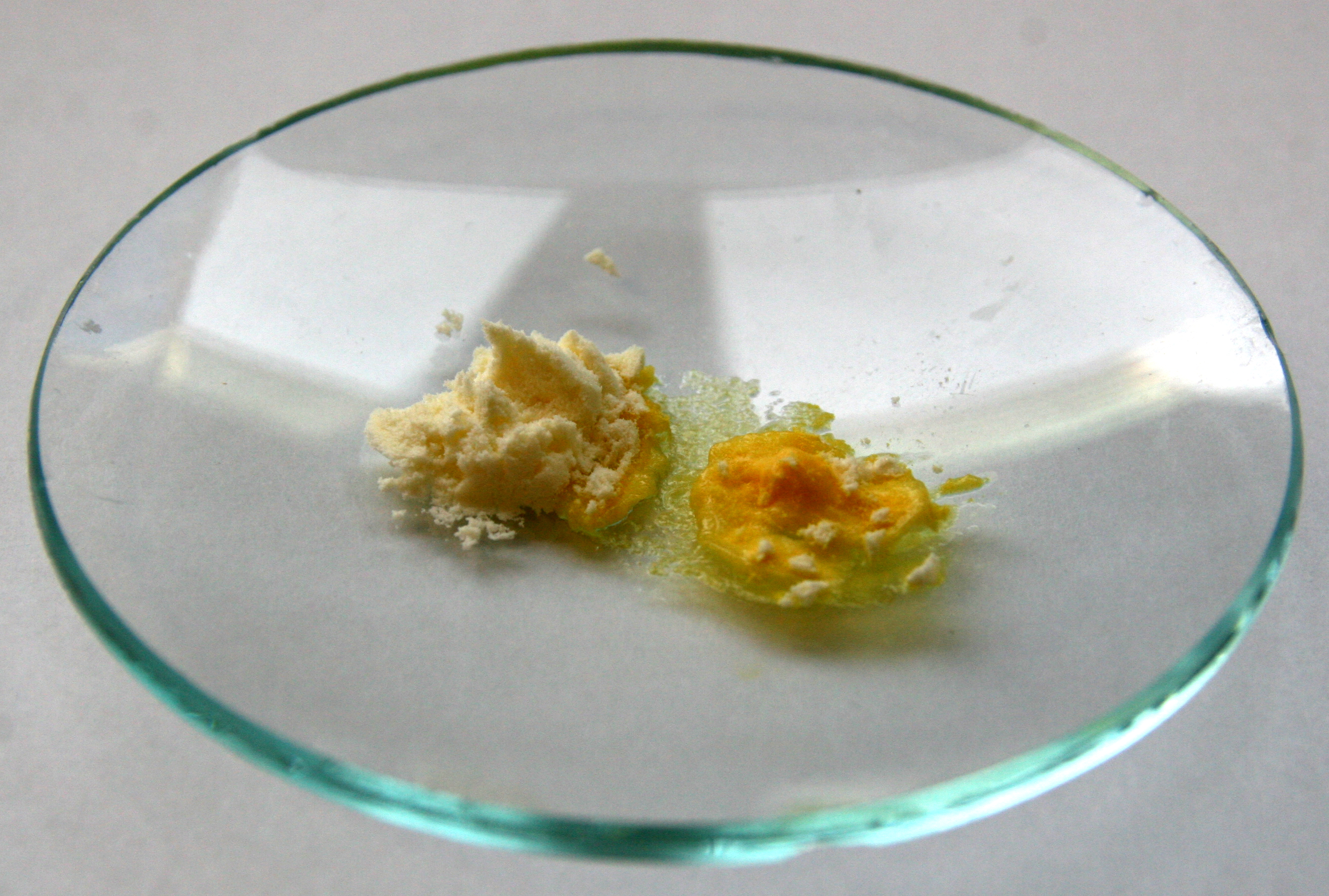
Xantoprotein-reakció

A xantoprotein-reakció az aromás aminosavakat  tartalmazó fehérjék (fenil-alanin, tirozin, triptofán) jellemző reakciója. Az aromás aminosavakat  tartalmazó fehérjék tömény salétromsavval történő hevítés hatására kicsapódnak és megsárgulnak. A sárga elszíneződést az aromás gyűrűk nitrálódása okozza. A tojásfehérje és a tej is adja a xantoprotein-reakciót (és a biuret-próbát is).

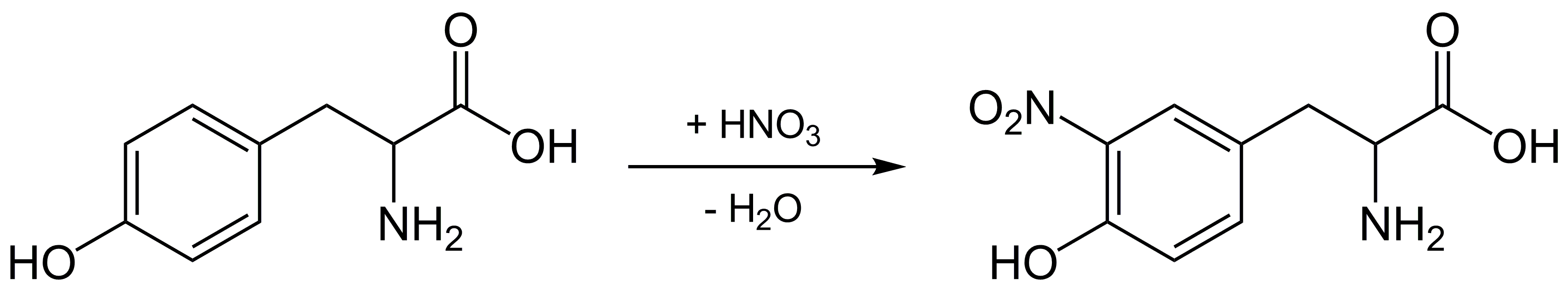
Példa a xantoprotein-reakcióra: a tirozin nitrálása.